# Condado de Giles (Virginia)
El condado de Giles (en inglés: Giles County) es un condado en el estado estadounidense de Virginia. En el censo de 2000 el condado tenía una población de 16.657 habitantes. Forma parte del área metropolitana de Blacksburg–Christiansburg–Radford. La sede de condado es Pearisburg. El condado fue formado en 1806 a partir de porciones de los condados de Montgomery, Monroe, Tazewell y Wythe. Fue nombrado en honor a William Branch Giles, el 24° Gobernador de Virginia.

## Geografía
Según la Oficina del Censo, el condado tiene un área total de 933 km² (360 sq mi), de la cual 925 km² (357 sq mi) es tierra y 8 km² (3 sq mi) (0,85%) es agua.

### Condados adyacentes
- Condado de Summers, Virginia Occidental (norte)
- Condado de Monroe, Virginia Occidental (norte)
- Condado de Craig (este)
- Condado de Montgomery (sureste)
- Condado de Pulaski (sur)
- Condado de Bland (oeste)
- Condado de Mercer, Virginia Occidental (noroeste)

### Áreas protegidas nacionales
- George Washington and Jefferson National Forests

## Demografía
En el  censo de 2000, hubo 16.657 personas, 6.994 hogares y 4.888 familias residiendo en el condado. La densidad poblacional era de 47 personas por milla cuadrada (18/km²). En el 2000 había 7.732 unidades unifamiliares en una densidad de 22 por milla cuadrada (8/km²). La demografía del condado era de 97,41% blancos, 1,58% afroamericanos, 0,14% amerindios, 0,19% asiáticos, 0,16% de otras razas y 0,53% de dos o más razas. 0,63% de la población era de origen hispano o latino de cualquier raza. 
La renta promedio para un hogar del condado era de $34.927 y el ingreso promedio para una familia era de $42.089. En 2000 los hombres tenían un ingreso medio de $32.075 versus $22.969 para las mujeres. La renta per cápita para el condado era de $18.396 y el 9,50% de la población estaba bajo el umbral de pobreza nacional.

## Ciudades y pueblos
- Glen Lyn
- Midway
- Narrows
- Newport
- Pearisburg
- Pembroke
- Rich Creek